# Hessen-Rundfahrt 2007
Die 26. Hessen-Rundfahrt war ein Rad-Etappenrennen, das vom 19. bis zum 23. September 2007 stattfand. Das Rennen bestand aus fünf Etappen, wovon eine ein 23,6 Kilometer langes Einzelzeitfahren war. Das Rennen gehört zur UCI Europe Tour 2007 und war dort in die Kategorie 2.1 eingestuft.
Zum 25-jährigen Jubiläum der Hessenrundfahrt wurde sie 2006 zum ersten Mal unter dem Namen 3 Länder-Tour ausgetragen und führt neben Hessen auch durch Thüringen und Baden-Württemberg. Gesamtlänge der Rundfahrt war 707,1 Kilometer.

## Etappen
| Etappe    | Tag           | Start – Ziel               | km    | Etappensieger    | Gesamtwertung |
| --------- | ------------- | -------------------------- | ----- | ---------------- | ------------- |
| 1. Etappe | 19. September | Gera – Gotha               | 187,3 | Gerald Ciolek    | Gerald Ciolek |
| 2. Etappe | 20. September | Lollar – Lollar            | 141,3 | Thomas Dekker    | Thomas Dekker |
| 3. Etappe | 21. September | Lollar – Frankfurt am Main | 163,1 | Marcus Burghardt | Thomas Dekker |
| 4. Etappe | 22. September | Tübingen (EZF)             | 23,6  | Thomas Dekker    | Thomas Dekker |
| 5. Etappe | 23. September | Nürtingen – Bad Dürrheim   | 191,8 | Marcus Burghardt | Thomas Dekker |